# Bande dessinée historique
La bande dessinée historique est un genre de bande dessinée qui, à l’instar du roman historique, prend pour toile de fond un épisode (parfois majeur) de l’Histoire, auquel il mêle généralement des événements et des personnages réels et fictifs. Elle a de nombreux représentants dans la bande dessinée franco-belge.

## Chronologie

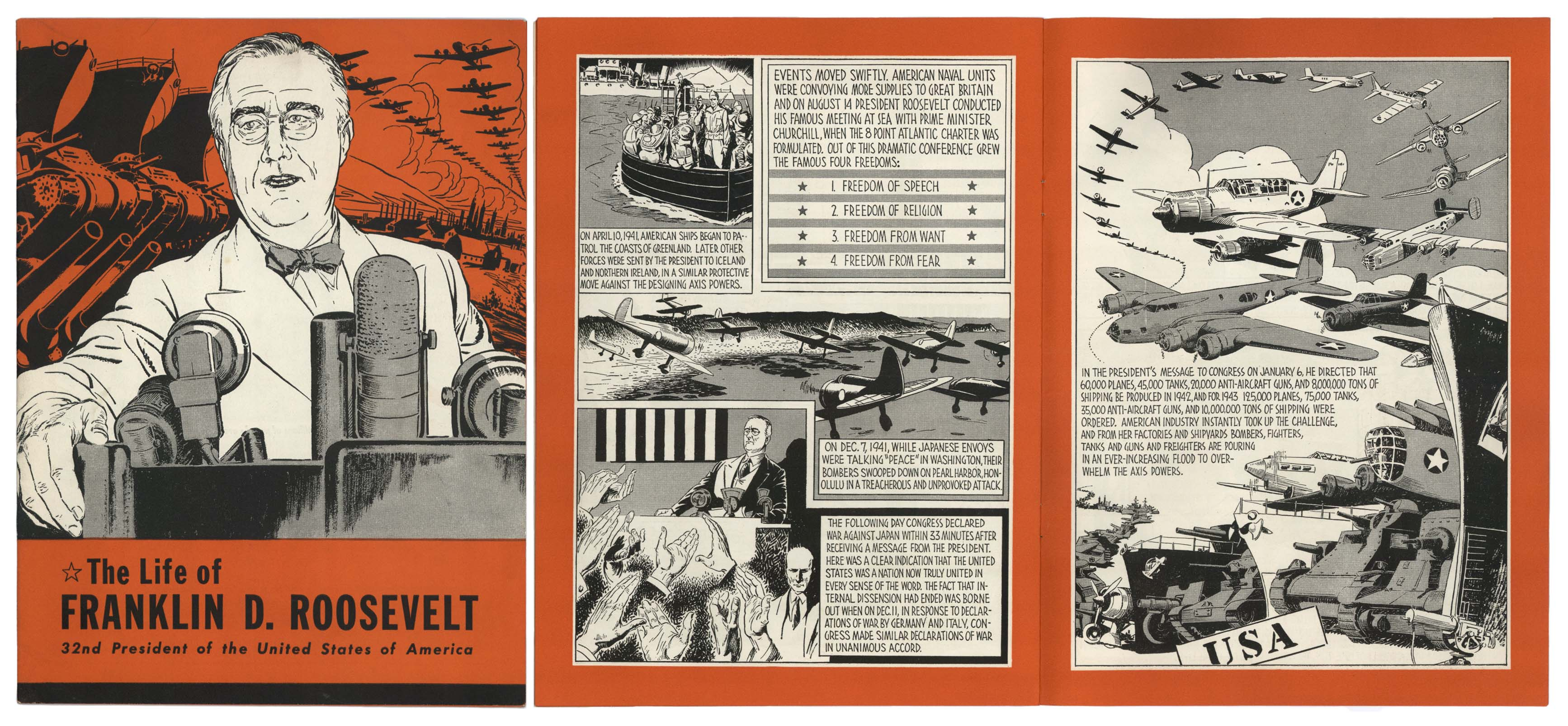
extrait de The Life of Franklin D Roosevelt publié en 1943

À l’époque où la bande dessinée était destinée avant tout à un jeune public, les récits historiques avaient des visées éducatives. Dans le Journal de Spirou édité par le très catholique Charles Dupuis, paraissaient Les Belles Histoires de l'oncle Paul créées dans l’après-guerre. À la même période, le Journal de Tintin concurrent proposait des Histoires authentiques écrites par Yves Duval. Aux États-Unis, EC Comics fait paraître les comics historiques Picture Stories from American History (1945-1947) et Picture Stories from World History (1947). Dans les années 1950, EC Comics édite sous la houlette de Harvey Kurtzman les séries anthologiques Two-Fisted Tales et Frontline Combat, qui s’intéressent à des épisodes guerriers : Seconde Guerre mondiale, guerre de Corée…
Les éditions Larousse publient entre 1976 et 1978 à l'initiative et sous la direction de Michel de France, des fascicules mensuels de leur Histoire de France en bande dessinée, présentée de façon chronologique depuis Vercingétorix (24 fascicules regroupés en 8 albums). La Découverte du monde en bandes dessinées (Larousse, 1978-1980) raconte les voyages des grands explorateurs au cours des siècles (Marco Polo, Jacques Cartier, Richard Byrd par exemple). Une Histoire du Far West est publiée de façon similaire à partir de 1980 (36 fascicules et 12 albums), s’attachant cette fois aux grands personnages et aux épisodes célèbres de la conquête de l'Ouest.
Parallèlement à ces récits strictement didactiques, les auteurs développent des fictions dans un contexte historique. C’est le cas par exemple de la saga des Timour (Dupuis, 1955-1994), qui s’étale sur plusieurs générations à travers les âges. Au cours des décennies suivantes, la documentation historique des dessinateurs prendra de plus en plus d’importance, pour restituer un contexte aussi fidèle que possible. François Bourgeon en fait une composante majeure de sa série maritime Les Passagers du vent (Glénat, 1979-1984). On peut citer également Murena (Dargaud, 1997-2010), pour laquelle le scénariste Jean Dufaux s’est abondamment documenté.
Les éditeurs consacrent parfois un pan entier de leur catalogue au domaine de la fiction historique. Ainsi, Glénat crée la collection « Vécu » en 1985 et Delcourt la collection « Histoire & histoires » en 2008, destinées à des œuvres de ce genre : Les 7 Vies de l'Épervier ou Les Tours de Bois-Maury chez Glénat, Le Trône d'argile ou Le Pape terrible chez Delcourt.
D'après la revue Historia en 2017, citant Casesdhistoire.com, « plus de 450 albums historiques ont été publiés en 2014 dans l'espace francophone », soit 10 % livres et albums parus. Pascal Ory, historien, divise ces publications en trois catégories principales : les ouvrages de vulgarisation, les récits de fiction étayés par une documentation fidèle et les bandes dessinées qui, tout en s'inscrivant à une période précise, présentent des approximations au regard de la réalité. La dimension didactique du 9e art prend de l'ampleur : « la transmission du savoir via l'art séquentiel s'est désormais démocratisée ». Les auteurs sont « de plus en plus cultivés » ; certains ont suivi un cursus en histoire, comme Valérie Mangin, Frank Giroud, Kris, Marion Mousse, Jean-Yves Le Naour... certaines collections font appel à des enseignants-chercheurs.

## Événements associés
Le Prix Château de Cheverny de la bande dessinée historique est décerné depuis 2004 ; il récompense « la qualité du scénario, la valeur du dessin ainsi que le sérieux de la reconstitution historique ».
En janvier 2008 s’est tenu à Briançon le 1er Festival de la bande dessinée historique, organisé par les éditions Glénat. Un autre festival sur ce thème, indépendant du premier, s’est déroulé à Senlis (Oise) en décembre 2010.